# Huéscar
Huéscar − miasto w Hiszpanii, w Andaluzji. W 2007 liczyło 8 263 mieszkańców. Gospodarka opiera się głównie na rolnictwie i hodowli zwierząt, będąc siedzibą krajowych targów hodowców owiec Segureña.

## Miasta partnerskie
- Kolding, Dania